# Bailundo
Bailundo ist ein Landkreis und eine Kleinstadt in Angola. Vor 1975 hieß der Ort Teixeira da Silva.

## Geschichte
Halavala, das heutige Bailundo, war der Sitz des Bantu-Königreichs Bailundo. Im 19. Jahrhundert wurde es von der portugiesischen Kolonialverwaltung unter dem Gouverneur Francisco Teixeira da Silva (1826–1894) endgültig unterworfen. Die Ortschaft Halavala erhielt daraufhin den portugiesischen Namen Teixeira da Silva. Am 16. Juli 1902 wurde die Ortschaft zur Kleinstadt (Vila) erhoben. Nach der Unabhängigkeit Angolas 1975 erhielt sie ihren heutigen Namen. Dieser bezieht sich auf das frühere Königreich.
Während des Angolanischen Bürgerkriegs (1975–2002) hatte die Rebellenarmee der UNITA hier zeitweise ihr Hauptquartier.

## Verwaltung
Bailundo ist Sitz eines gleichnamigen Kreises (Município) in der Provinz Huambo. Der Kreis umfasst eine Fläche von 7065 km² und hat etwa 56.000 Einwohner (Schätzung 2011). Die Volkszählung 2014 soll fortan gesicherte Bevölkerungsdaten liefern.
Fünf Gemeinden (Comunas) bilden den Kreis Bailundo:
- Bailundo
- Hengue (auch Kululo)
- Lunge
- Luvemba
- M'Bimbi (vormals Bimbe)